# بیل بلک شاو
بیل بلک شاو (انگلیسی: Bill Blackshaw; ۶ سپتامبر ۱۹۲۰ – ۱۹۹۴ (۷۳−۷۴ سال)) بازیکن فوتبال اهل بریتانیا بود.
از باشگاه‌هایی که در آن بازی کرده‌است می‌توان به باشگاه فوتبال کریستال پالاس، باشگاه فوتبال اولدهام اتلتیک، باشگاه فوتبال روچدیل، باشگاه فوتبال استالی‌بریج سلتیک، و باشگاه فوتبال منچستر سیتی اشاره کرد.